# Hrvatska danas
Hrvatska danas  je informativna emisija koja se emitira od ponedjeljka do petka od 17:20 do 18:53 na četvrtom programu Hrvatske televizije.

## Koncept emisije
Prvi dio emisije od 17:20 do 18:00 emitira se iz HRT Centra Rijeka i Split (u prvom tjednu ponedjeljak - srijeda iz Splita, četvrtak i petak iz Rijeke). Emisija u prvom dijelu donosi sve važne događaje i teme s Jadrana od Savudrije do Prevlake putem reportaža, izvještaja i javljanja reportera.
Drugi dio emisije od 18:00 do 18:20 emitira se iz Zagrebačkog studija. Emisija u drugom dijelu donosi priče iz Zagreba, Zagrebačke, Sisačko-moslavačke, Karlovačke i Krapinsko-zagorske županije.
Treći dio emisije od 18:20 do 18:53 emitira se iz HRT Centra Osijek i Čakovec. Ponedjeljkom, utorkom i srijedom iz Osijeka, četvrtkom i petkom iz Čakovca. Emisija u trećem dijelu donosi priče od Varaždina i Čakovca do Vukovara i Osijeka.

## Zanimljivosti
Hrvatska danas već se emitirala na HRT-u od 1990. do 2006. godine, izuzevši dvogodišnji prekid 1991. i 1992. Prvi urednik bio je Z. Slipčević, a potom od 1992. Nikola Kristić. Gledateljima je nakon povratka s posla nudila prve iscrpne informacije o zbivanjima u zemlji. U emisiju su se redovito uključivali reporteri iz regionalnih TV centara. Urednici voditelji bili su R. Kunić, H. Kelčec, K. Kušec, S. Babić Matković, Lj. Bunjevac Filipović, Lj. Saucha te povremeno novinari regionalnih centara.  
Emisija se u novom ruhu nakon 16 godina, 2. svibnja 2022. godine vraća na HRT.

## Voditelji i urednici
HRT CENTAR Split
- Mariola Milardović Perić
- Regina Zubanović

HRT CENTAR Rijeka
- Danijela Minić
- Elvira Dizdarević

HRT Zagreb
- Ivana Debeljak
- Gordan Čelić

HRT CENTAR Osijek
- Marija Matoš
- Ana Vulić

HRT CENTAR Čakovec
- Sara Badžek

## Urednici
HRT CENTAR Split
- Dominik Strize

HRT CENTAR Rijeka
- Stanko Čulina
- Odri Ribarović

HRT Zagreb
- Saša Pavković
- Danijela Novak

HRT CENTAR Osijek
- Stela Sep
- Renata Waldman
- Igor Rotim
- Marina Gantar

HRT CENTAR Čakovec
- Danijela Bratić Herceg

## Vanjske poveznice
- Hrvatska radiotelevizija – službene stranice